# Give Me Peace on Earth
Give Me Peace on Earth – singel promujący czwarty album Modern Talking, In the Middle of Nowhere. Singel został wydany 11 listopada 1986 roku przez wytwórnię Hansa International.
Utwór był dedykowany synowi Dietera Bohlena – Marcowi. Później ukazał się jako remiks na płycie Back for Good oraz w The Final Album, na którym w wersji DVD pojawił się także teledysk z 1986 roku.

## Lista utworów
7” (Hansa 108 778) (BMG) – 11.11.1986
| 1. | „Give Me Peace on Earth”            | 4:12  |
|    |                                     |       |
| 2. | „Stranded in the Middle of Nowhere” | 4:31  |
|    |                                     |       |
|    |                                     | 08:43 |
|    |                                     |       |
12” (Hansa 608 778) (BMG) – 11.11.1986
| 1. | „Give Me Peace on Earth”            | 4:12  |
|    |                                     |       |
| 2. | „Stranded in the Middle of Nowhere” | 4:31  |
|    |                                     |       |
| 3. | „Sweet Little Sheila”               | 3:04  |
|    |                                     |       |
|    |                                     | 11:47 |
|    |                                     |       |

## Listy przebojów (1986)
| Państwo | Najwyższe miejsce |
| ------- | ----------------- |
| Niemcy  | 29                |
| Austria | 28                |
| Belgia  | 7                 |

## Autorzy
- Muzyka: Dieter Bohlen
- Autor tekstów: Dieter Bohlen
- Wokalista: Thomas Anders
- Producent: Dieter Bohlen
- Aranżacja: Dieter Bohlen
- Współproducent: Luis Rodriguez